# Данієл Попа
Данієл Попа (рум. Daniel Popa; нар. 14 липня 1995, П'єтрошица) — румунський футболіст, нападник клубу ФКСБ.
Виступав також за клуб «Динамо» (Бухарест) та молодіжну збірну Румунії.

## Клубна кар'єра
Народився 14 липня 1995 року в місті П'єтрошица.
У дорослому футболі дебютував 2012 року виступами за команду «Тирговіште», в якій провів два сезони, взявши участь у 55 матчах чемпіонату. 
Згодом з 2014 по 2017 рік грав у складі команд «Кіндія» (Тирговіште), «Динамо» (Бухарест) та «Ботошані».
Своєю грою за останню команду знову привернув увагу представників тренерського штабу клубу «Динамо» (Бухарест), до складу якого повернувся 2017 року. Цього разу відіграв за бухарестську команду наступні три сезони своєї ігрової кар'єри. Більшість часу, проведеного у складі бухарестського «Динамо», був основним гравцем атакувальної ланки команди.
Протягом 2020—2024 років захищав кольори клубів «Кіндія» (Тирговіште), «Теджон Сітізен», «Кіндія» (Тирговіште) та «Університатя» (Клуж-Напока).
До складу клубу ФКСБ приєднався 2024 року. Станом на 20 грудня 2024 року відіграв за бухарестську команду 14 матчів в національному чемпіонаті.

## Виступи за збірну
У 2016 році залучався до складу молодіжної збірної Румунії. На молодіжному рівні зіграв в одному офіційному матчі.

## Титули і досягнення
ФКСБ
- Володар Суперкубка Румунії (1): 2024